# Чечено-горска националсоцијалистичка илегална организација
Националсоцијалистичка илегална чечено-горска организација — национал-социалистическая) је израз који се у немачким изворима користи за тајну организацију, односно паравојне формације чеченских националиста које су током 1941. и 1942. године за време Другог свјетског рата под вођством Маирбека Шерипова деловале у јужном делу Чеченије настојећи, да уз помоћ нацистичке Немачке свргне совјетску власт и успостави про-осовинску чеченску државу.
Маирбек Шерипов, млађи брат истакнутог бољшевичког вође и учесника грађанског рата Аслана Шерипова, је организацију почео стварати након почетка операције Барбароса, уверен у скору пропаст совјетског режима. Прве контакте са Немцима је остварио у новембру 1941. године, након чега су он и његови сљедбеници почели добијати падобранске пошиљке са оружјем, експлозивом и опремом. Шерипов и његова организација, која се, према различитим изворима и у различитим временским периодима оригинално звала "Друштво за спас планинаца", "Савез ослобођених планинаца" и "Чеченско-ингушки савез горских националиста", своје је најважније упориште имала у селима Шатој и Итум-Кале. Њене су активности, које су коинцидрале са устанком Хасана Исраилова биле довољно озбиљне да совјетски НКВД у сврху неутрализације Шерипова ангажује моторизовану пуковнију. Немачки Абњехр је за време велике офанзиве на Кавказ лета 1942. послао мисију која је успела да ступи у контакт са Исраиловим следбеницима и његовом Засебном партијом кавкаске браће (ОПКБ), али није имала успеха са Шериповом и његовим људима, односно ефикасно координирала њихове активности са активностима Исраилова и немачким снагама на фронту. Шерипов је 7. новембра 1942. погинуо у окршају са трупама НКВД-а (а према неким изворима убијен по налогу Исраилова који га је сматрао супарником). Пораз Нацистичке Немачке код Стаљинграда је наредне године довео до повлачења немачких трупа са Кавказа; њих је пратио мањи број Шериповљевих присталица које је Немачка, слично као и код ОКБП, до краја рата користила у пропагадне сврхе.